# Manautea
Manautea es un género de coleópteros adéfagos de la familia Carabidae.

## Especies
Contiene las siguientes especies:
- Manautea gracilior Deuve, 2006
- Manautea millei Deuve, 2006
- Manautea minimior Deuve, 2006
- Manautea tripotini Deuve, 2006